# Kyrksjön (sjö i Raseborg, Nyland)
Kyrksjön eller Kirkkojärvi är en sjö i kommunen Raseborg i landskapet Nyland i Finland. Sjön ligger 11,8 meter över havet. Den är 6,95 meter djup. Arean är 1,12 kvadratkilometer och strandlinjen är 8,73 kilometer lång. Sjön  ingår i Karisåns huvudavrinningsområde.   Den ligger omkring 69 km väster om Helsingfors.
I sjön finns öarna Lusiberget och Holmen. Söder om Kyrksjön ligger Sankta Katarina kyrka. I närheten av Kyrksjön ägde slaget vid Landsbro rum.